# 預覽 (計算)

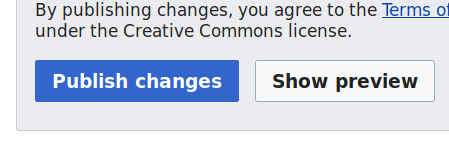
MediaWiki中的“预览”按钮

预览是计算機軟件的一種功能，是指用戶在編輯文档、页面以及製作視頻時軟件可以顯示作品的效果，以便於用戶進一步修改、完善。此時文件尚未保存。人們在打印文件前也可以在軟件上查看打印後的效果，此時又被稱為“打印预览”。